# The Catherine Tate Show
The Catherine Tate Show ist eine britische Comedyserie, die von 2004 bis 2006 auf BBC Two ausgestrahlt wurde. Die Hauptdarstellerin Catherine Tate schrieb die Sketche selbst.
Die erste Staffel der Serie bestand aus sechs Episoden, die von Februar bis März 2004 gesendet wurden. Die dazugehörige DVD wurde im August 2005 veröffentlicht. Von Juli bis August 2005 wurde die zweite Staffel ausgestrahlt. Ein Weihnachtsspezial der Serie war am 20. Dezember 2005 auf BBC Two zu sehen. Die dritte und letzte Staffel wurde vom 26. Oktober bis 30. November 2006 ausgestrahlt. Zwei weitere Weihnachtsspezial folgten am 25. Dezember 2007 und am 25. Dezember 2009.
Kirsty MacColl schrieb die Titelmelodie zur ersten Staffel.